# Seznam avstralskih divizij druge svetovne vojne
Seznam avstralskih divizij druge svetovne vojne.
- 1. oklepna divizija (Avstralija)
- 2. oklepna divizija (Avstralija)
- 3. oklepna divizija (Avstralija)
- 1. avstralska divizija (DSV)
- 2. avstralska divizija (DSV)
- 3. avstralska divizija (DSV)
- 4. avstralska divizija (DSV)
- 5. avstralska divizija (DSV)
- 6. divizija (Avstralija)
- 7. divizija (Avstralija)
- 8. divizija (Avstralija)
- 9. divizija (Avstralija)
- 10. divizija (Avstralija)
- 11. divizija (Avstralija)
- 12. divizija (Avstralija)